# هيليرسون
هيليرسون ماتيوس دو ناسيمينتو هو لاعب كرة قدم برازيلي في مركز الدفاع، ولد في 28 أكتوبر 1997 في البرازيل لعب سابقاً في نادي مسيمير القطري.

## وصلات خارجية
- هيليرسون على موقع قاعدة بيانات كرة القدم.إي يو (الإنجليزية)